# Fitoestrogeny
Fitoestrogeny – związki organiczne zawarte w roślinach, działające w organizmie ludzkim na podobieństwo estrogenów. Siłę ich działania ocenia się na 1-2‰ 17-β-estradiolu.
Najczęstszym źródłem fitoestrogenów są produkty sojowe zawierające flawonoidy, głównie izoflawony genisteinę i daidzeinę. Dieta „zachodnia” (np. Stany Zjednoczone, Wielka Brytania) dostarcza ok. 1 mg izoflawonów dziennie, azjatycka: ok. 50–100 mg dziennie. Niemowlęta żywione odżywkami sojowymi przyjmują 22–45 mg izoflawonów dziennie.

## Klasy fitoestrogenów
- izoflawony
- lignany
- pochodne kumenu
- laktony rezorcyny

## Działanie
Postulowane działanie diety bogatej w fitoestrogeny:
- wydłużenie cyklu miesiączkowego
- łagodzenie objawów przekwitania (menopauzy)
- zmniejszenie zagrożenia osteoporozą
- zmniejszenie zagrożenia miażdżycą
- zmniejszenie zagrożenia rozrostem gruczołu krokowego (przerost prostaty)

Fitoestrogeny prawdopodobnie nie wpływają znacząco na zmniejszenie ryzyka zachorowania na raka sutka, choć część badań sugeruje efekt ochronny.